# Kiruna garnison
Kiruna garnison var en garnison inom svenska Försvarsmakten som verkade i olika former åren 1943–2000.

## Historik
Garnisonen i Kiruna har sin rötter ur den skidlöparbataljon ur Norrbottens regemente som under andra världskriget förlades till Kiruna. Den 7 februari 1943 förlades bataljonen till Kiruna avseende expeditioner och förråd. Bataljonen blev då även en av tre kårjägarbataljoner i krigsorganisationen. Med sina expeditioner och förråd i Kiruna området gavs utbildningsorganisationen där namnet Norrbottens regementes jägarbataljon i Kiruna (I 19 K). Den 1 juli 1945 avskiljdes bataljonen från Norrbottens regemente och bildade Arméns jägarskola, vilken den 1 juli 1975 sammanslogs med Kiruna försvarsområde (Fo66) till Lapplands jägarregemente med Kiruna försvarsområde (I 22/Fo66). 

## Kiruna
I samband med att Arméns jägarskola bildades uppfördes 1945 för jägarskolan ett kasernetablissement i stadsdelen Östermalm i Kiruna. Kasernetablissement uppfördes efter 1940 års militära byggnadsutrednings fastställda typritningar. Totalt uppfördes ett 50-tal byggnader. Kasernetablissement, som kom genom åren att gå under namnet Jägarskolan, hade unika gula träbyggnader, från början bruna, som särskilde sig mycket från många andra regementen som i huvudsak var byggda av tegel med stora öppna kaserngårdar i mitten.
Efter att regementet avvecklades sommaren 2000, övertog I 22 Vasallen den 1 januari 2001 förvaltningen av området, vilket sedan förvärvats av LKAB FAB. Lapplandsjägargruppen var från sommaren 2000 den enda kvarvarande militära enhet i Kiruna med gruppering inom det forna regementsområdet, i det gamla sjukhuset. På grund av Kirunas stadsflytt kom Försvarsmakten och Lapplandsjägargruppen att lämna Vaktgatan 3 i Kiruna, för att åren 2020–2021 flytta verksamheten till Kalixfors skjutfält.

## Kalixfors
På Kalixfors skjutfälts nordvästra del ligger skjutfältets läger, inom det området som utgör före detta Kalixfors flygbas. Lägret i sig utgörs av en expeditions- och skolhus, förläggningsbyggnader, förråds- och verkstadsområde samt en militärrestaurang. I samband med Kiruna stadsomvandling så kom skjutbaneområdet vid Jägarområdet, som ligger i det så kallade Norra stråket i Kiruna, tas i anspråk av LKAB Fastigheter, för att bygga nya bostadshus. Därmed flyttade Försvarsmakten sin verksamhet Kiruna till Kalixfors läger. Inför flytten fick Fortifikationsverket i uppdrag att under 2021 bland annat anlägga en övnings- och vårdhall, värmeverk, transformatorstation samt en drivmedelsanläggning, samt tillhörande varmgarage om totalt ca. 1530 m². Lägret har även varit förläggning för den frivilliga militära grundutbildning som genomförts vid Lapplandsjägargruppen. Sedan januari 2021 genomförs den första värnpliktsutbildningen vid lägret, där 29 unga män och kvinnor genomförde sin värnplikt på mellan sex och tio månader vid Norra militärregionen.

## Minnesstenar och minnesmärken
| Bild | Minnessten               | Koordinater                                             | Kort beskrivning |
| ---- | ------------------------ | ------------------------------------------------------- | --- |
|      | Lapplands jägarregemente | 67°51′16.22″N 20°15′37.19″Ö / 67.8545056°N 20.2603306°Ö | Minnessten över Lapplands jägarregemente i Kiruna. Minnesstenen restes ursprungligen 1995 i samband med förbandets 50-årsjubileum och är sedan sommaren 2000 försedd med två metallplattor. Text övre plattan mellan Fo 66 och I 22 vapenbilder: 50 år Arméns jägarskola 1945–1975, Lapplands jägarregemente 1975–1995. Text nedre plattan: Till minne av Lapplands jägarregemente nedlagt 30 juni 2000. |